# デュース・アンド・ドミノ

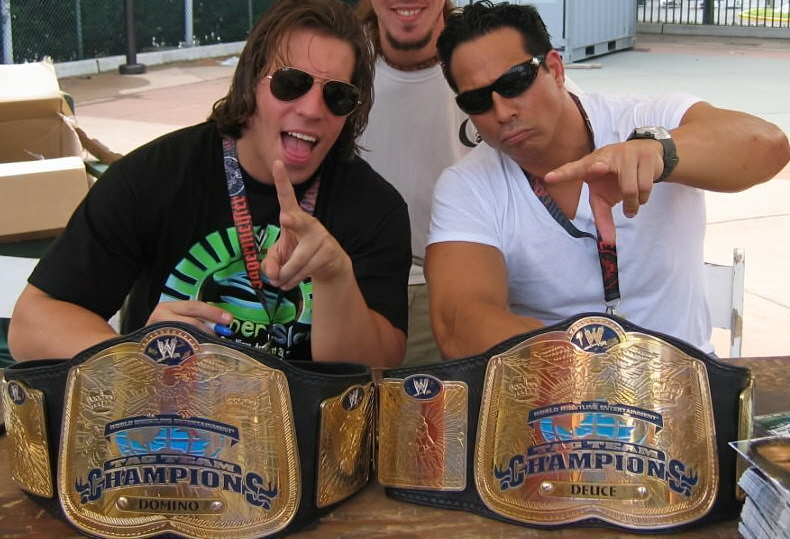
(左)ドミノ、(右)デュース

デュース・アンド・ドミノ（Deuce 'N Domino）は、アメリカのプロレス団体WWEに登場するユニットである。ドミノとその妹チェリーの彼氏デュースで構成される。
時代錯誤な1950年代キャラクターギミックのタッグチーム。
スマックダウンデビューは2007年1月19日。いかにも1950年代な入場テーマが流れる中、派手なオープン・カーに乗って登場。デュースとドミノのいかにも1950年代な格好、マネージャーのチェリーはいかにも1950年代な化粧・格好に加えてローラースケートを履きフーセンガムを膨らませているため会場は失笑、実況解説のマイケル・コールとJBLは爆笑していた。そんなユニークなギミックとは裏腹に実力は高く、WWEタッグ王者であったポール・ロンドン＆ブライアン・ケンドリック相手に連勝を繰り返す。レッスルマニア前には出番を減らすが、4月17日のイタリア・ミラノで行われたスマックダウンで王座を奪取した。8月31日、MVP＆マット・ハーディーに敗北し王座を失った。
その後、チェリー離脱、仲間割れを起こしユニット解散。2008年8月、ドミノとチェリーはWWEを解雇された。残ったデュースはシングルプレイヤーとして活動、リングネームをシム・スヌーカに改めレガシーに加入するが、すぐに離脱し、2009年6月にWWEを解雇された。

## 必殺技
クラック・エム・イン・ザ・マウス
尻餅をつかせた相手の顔をドミノが押さえ、その顔にデュースがビッグブーツ。

## タイトル歴
DSW
- ディープ・サウス・タッグ王座 : 1回

OVW
- OVW南部タッグ王座 : 3回

WWE
- WWEタッグ王座 : 1回

## 入場テーマ
- I'm All About Cool